# Norodom Bopha Devi
Dans ce nom khmer, le nom de famille, Norodom, précède le nom personnel.
Samdech Reach Botrei Preah Ream Norodom Bopha Devi (khmer : n̪ɔroːt̪ɗɑm ɓuppʰaː ~ ɓopʰaː t̪eːʋiː), née le 8 janvier 1943 à Phnom Penh et morte le 18 novembre 2019 à Bangkok, est une princesse cambodgienne, ancienne ministre de la Culture du Cambodge et directrice du ballet royal de son pays.

## Nom
Bopha Devi vient des mots Pali puppha (បុប្ផា) signifiant fleur et devi (ទេវី) signifiant déesse. Le nom est également romanisé en tant que « Buppha Devi » ou « Bophadevi ».

## Biographie

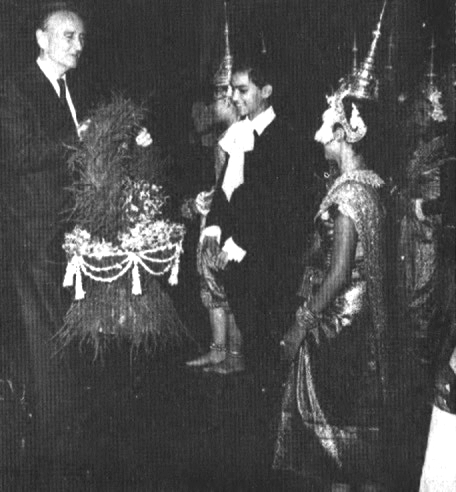
La princesse Buppha Devi et son demi-frère Norodom Sihamoni recevant un bouquet de fleurs du Senateur américain Mike Mansfield, 1969.

Norodom Bopha Devi est la fille aînée de Norodom Sihanouk et de Neak Moneang Phat Kanthol, la sœur du prince Norodom Ranariddh, et une demi-sœur de l'actuel roi du Cambodge, Norodom Sihamoni.
Elle a terminé ses études secondaires au Lycée français Preah Norodom de Phnom Penh. En tant que jeune princesse, sa grand-mère, la reine Sisowath Kossamak, l'a choisie pour devenir danseuse alors qu'elle n'a que six ans. À l'âge de 15 ans, elle est devenue la première danseuse du Ballet royal du Cambodge. À l'âge de 18 ans, elle a reçu le titre de prima ballerina. Au Cambodge, on la surnomme alors l'« Apsara blanche », du nom d'un ballet qu'elle maîtrise parfaitement. Lors d'une tournée mondiale en 1964, elle est autorisée à se produire devant le général de Gaulle à l'opéra Garnier à Paris car son père était redevenu alors chef d'État du Cambodge. En effet, selon la tradition cambodgienne, une membre de la famille royale ne peut se produire que devant le roi. Elle a ensuite fait le tour du monde en tant que danseuse principale du Ballet royal avec la reine Kossamak, en public. Dans le passé, le ballet n'avait été joué que devant la cour royale pour commémorer leurs ancêtres dynastiques et honorer les dieux.
En 1965, elle tourne dans un film pour son père Norodom Sihanouk appelé Apsara, sur les légendaires déesses indiennes.
Lors du coup d'État des Khmers rouges en 1970, elle ainsi que plusieurs autres membres de la famille royale fuient le pays pour Pékin puis elle s'installe à Paris où elle monte un cours de danse pour les enfants de la diaspora cambodgienne.
En 1991, vingt ans après la chute de la monarchie au Cambodge, Norodom Bopha Devi revient dans son pays et retrouve les danseuses du ballet royal du Cambodge dont elle faisait partie depuis l'âge de 15 ans. Ces dernières furent massacrées par les Khmers rouges durant la guerre civile, ne laissant que 30 survivantes sur les 400. Sur ces retrouvailles, Bopha Devi dira : « Nous nous sommes revues, comptées et nous avons pleuré. ».
Trois ans plus tard, le ballet fait sa première représentation internationale au théâtre du Rond-Point sous l'égide de la Maison des cultures du monde, un événement parrainé par plusieurs princesses européennes. Son poste de ministre de la Culture et des Beaux-Arts du Cambodge, de 1999 à 2004, lui permet de faire le ballet et de lui faire retrouver sa splendeur initiale bien qu'elle ait manqué de budget pour cela.
Elle est la fondatrice de la fondation Neak Moneang Phat Kanhol qui soutient le projet artistique dans son pays et encourage la captation vidéo des ballets. Elle a également œuvré pour que le Ballet royal du Cambodge soit reconnu par l'Organisation des Nations unies pour l'éducation, la science et la culture à la liste du patrimoine oral et immatériel mondial, ce qui devient officiel en 2003.
Norodom Bopha Devi Devi meurt le 18 novembre 2019 dans un hôpital de Bangkok.

### Famille
Norodom Bopha Devi s'est mariée en 1959 à l'âge de quinze ans avec un diplomate italien Bruno Forsinetti avec qui elle a eu la princesse Sisowath Moni Kossoma en 1960. Ses quatre autres enfants viennent de différents mariages avec des princes cambodgiens :
- Princesse Sisowath Kalyan Tevi (1961)
- Keo Chinsita Forsinetti (1965)
- Prince Sisowath Chivannariddh (1968)
- Prince Sisowath Veakchiravuddh (né en 1973)

## Galerie

La princesse Norodom Bopha Devi effectuant une danse de prospérité. (1965)
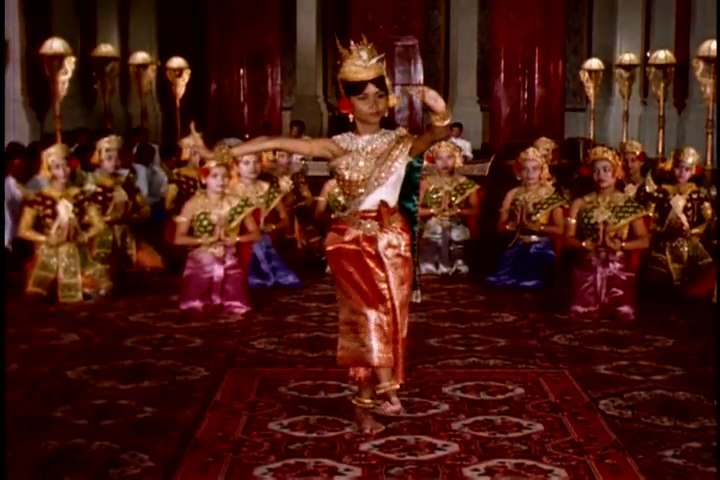
Photo
- Film